# Kristel Köbrich

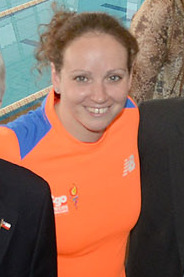
Kristel Köbrich 2013 bei einer Schwimmbadeinweihung

Kristel Arianne Köbrich Schimpl (* 9. August 1985 in Santiago de Chile) ist eine chilenische Schwimmerin, die bis 2024 an sechs Olympischen Spielen teilnahm. Bei Panamerikanischen Spielen gewann sie einmal Gold und je zweimal Silber und Bronze. Bei Südamerikaspielen siegte sie achtmal und wurde achtmal Zweite.

## Karriere

### Die Jahre bis zur ersten Olympiateilnahme 2004
Die 1,70 Meter große Kristel Köbrich gewann bei den Südamerikaspielen 2002 Bronze über 400 Meter Freistil und Silber über 800 Meter Freistil. Im Jahr darauf nahm sie an den Weltmeisterschaften in Shanghai teil und schwamm die 25. Vorlaufzeit über 800 Meter Freistil sowie die 33. Vorlaufzeit über 400 Meter Freistil. Bei den Panamerikanischen Spielen 2003 wurde Köbrich Siebte über 400 Meter Freistil und gewann über 800 Meter Freistil die Bronzemedaille.
2004 bei den Olympischen Spielen in Athen war Kristel Köbrich bei der Eröffnungsfeier Fahnenträgerin der chilenischen Mannschaft, die als drittletzte einmarschierte. Über 400 Meter Freistil schied sie als 26. von 38 Starterinnen im Vorlauf aus. Vier Tage später wurde sie im Vorlauf über 800 Meter Freistil 15. unter 29 Teilnehmerinnen. Ende 2004 bei den Kurzbahnweltmeisterschaften in Indianapolis erreichte Köbrich den achten Platz über 800 Meter Freistil.

### Die Jahre bis zur zweiten Olympiateilnahme 2008
Bei den Weltmeisterschaften 2005 in Montreal schied Köbrich bei ihren drei Starts jeweils im Vorlauf aus. Über 1500 Meter Freistil wurde sie dabei Neunte und verfehlte den Finaleinzug nur um vier Sekunden.
Im April 2006 bei den Kurzbahnweltmeisterschaften in Shanghai wurde Köbrich Siebte über 800 Meter Freistil. Im August bei den Pan Pacific Championships in Victoria schlug Köbrich über 1500 Meter Freistil als Vierte an, hatte allerdings 14 Sekunden Rückstand auf die Drittplatzierte. Im November bei den Südamerikaspielen in Buenos Aires siegte Köbrich über 800 und 1500 Meter Freistil, über 400 Meter Freistil erschwamm sie Silber.
Im März 2007 bei den Weltmeisterschaften in Melbourne wurde Köbrich Siebte über 1500 Meter Freistil. Im Juli bei den Panamerikanischen Spielen in Rio de Janeiro wurde Köbrich Achte über 400 Meter Freistil und Sechste über 800 Meter Freistil.
Im Mai 2008 trat Köbrich bei den Freiwasserweltmeisterschaften 2008 in Sevilla über 10 Kilometer an und belegte den 33. Platz. Bei den Olympischen Spielen in Peking schwamm sie im Vorlauf über 800 Meter Freistil die 20. Zeit von 35 Teilnehmerinnen. Köbrich trat auch über 10 Kilometer Freiwasser an, gab aber auf.

### Die Jahre bis zur dritten Olympiateilnahme 2012

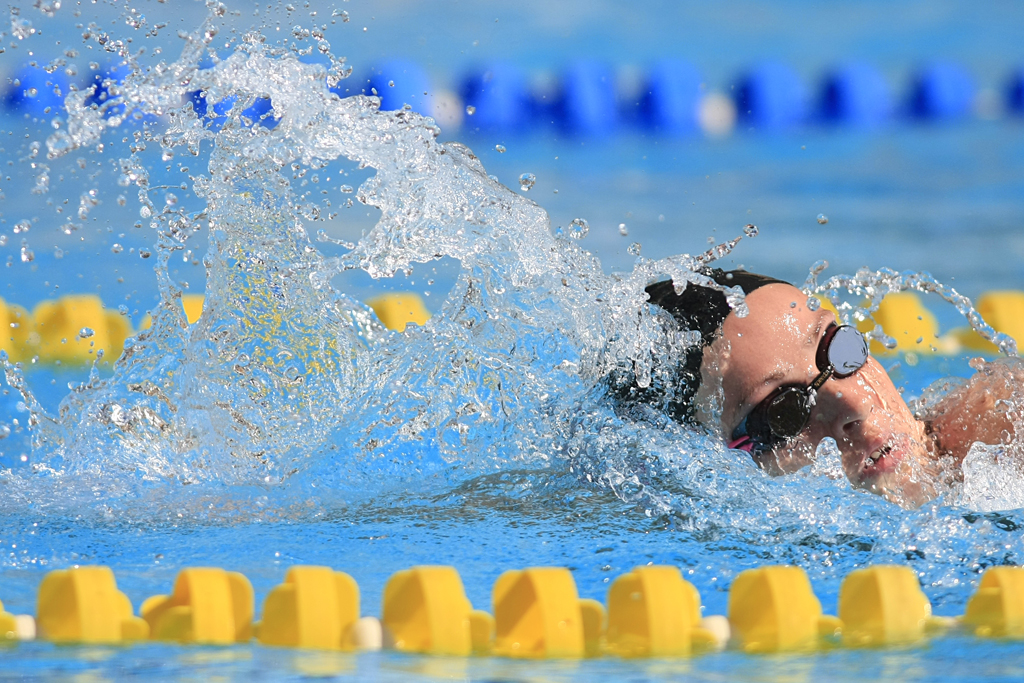
Kristel Köbrich schwimmt neuen Südamerikarekord über 1500 Meter Freistil. (2009)

Bei den Weltmeisterschaften 2009 in Rom belegte Köbrich zunächst den sechsten Platz über fünf Kilometer Freiwasser. Im Becken erreichte Köbrich den vierten Platz über 1500 Meter Freistil mit zwei Sekunden Rückstand auf die drittplatzierte Rumänin Camelia Potec. Über 800 Meter Freistil gab es im Vorlauf zwei Achtplatzierte, nämlich Kristel Köbrich und die Französin Ophélie-Cyrielle Étienne. Wegen der langen Distanz wurde auf ein Ausschwimmen verzichtet und der Endlauf fand mit neun Teilnehmerinnen statt. Köbrich belegte den neunten Platz mit einer halben Sekunde Rückstand auf die Achtplatzierte.
Im März 2010 bei den Südamerikaspielen in Medellin siegte Köbrich über 1500 Meter Freistil und erhielt Silber über 400 und 800 Meter Freistil. Bei den Pan Pacific Championships 2010 in Irvine belegte Köbrich den fünften Platz über 800 Meter Freistil und den dritten Platz über 1500 Meter Freistil. Im Dezember bei den Kurzbahnweltmeisterschaften in Dubai war der neunte Platz über 800 Meter Freistil Köbrichs beste Platzierung.
2011 bei den Weltmeisterschaften in Shanghai wurde Köbrich mit sieben Sekunden Rückstand auf Bronze Vierte über 1500 Meter Freistil. Über 800 Meter Freistil verfehlte sie als Vorlaufneunte die Finalteilnahme um zwei Hundertstelsekunden. Drei Monate nach den Weltmeisterschaften fanden in Guadalajara die Panamerikanischen Spiele 2011 statt. Über 400 Meter Freistil erkämpfte Köbrich die Bronzemedaille. Über 800 Meter Freistil siegte sie mit dreieinhalb Sekunden Vorsprung vor Ashley Twichell aus den Vereinigten Staaten.
2012 bei den Olympischen Spielen in London wurde Köbrich über 400 Meter Freistil 24. der Vorläufe. Über 800 Meter Freistil wurde sie 14. mit zweieinhalb Sekunden Abstand auf die Vorlaufachte.

### Die Jahre bis zur vierten Olympiateilnahme 2016
Bei den Weltmeisterschaften 2013 in Barcelona erreichte Köbrich über 1500 Meter Freistil den sechsten Platz. Über 800 Meter Freistil verfehlte sie das Finale als Vorlaufelfte um weniger als zwei Sekunden.
Im März 2014 fanden in Santiago die Südamerikaspiele 2014 statt. Über 400 und 800 Meter Freistil wurde Köbrich Zweite hinter der Venezolanerin Andreina Pinto. Köbrich gewann im Becken über 1500 Meter und im Freiwasser über 10 Kilometer. Im August fanden in Gold Coast die Pan Pacific Championships statt, Köbrich belegte den fünften Platz über 1500 Meter Freistil. Im Oktober gewann Köbrich auf den drei langen Freistildistanzen jeweils Silber bei den Südamerikameisterschaften und im Dezember 2014 siegte sie auf den gleichen Strecken bei den argentinischen Landesmeisterschaften, an denen sie teilnahm, da sie seit Jahren in Argentinien lebte.
Im Juli 2015 bei den Panamerikanischen Spielen in Toronto belegte Köbrich den fünften Platz über 10 Kilometer Freiwasserschwimmen. Im Becken über 800 Meter Freistil wurde sie Zweite hinter Sierra Schmidt aus den Vereinigten Staaten. Zwei Wochen später bei den Weltmeisterschaften in Kasan wurde Köbrich Siebte über 1500 Meter Freistil. Über 800 Meter war sie Vorlaufelfte.
Bei den Olympischen Spielen 2016 in Rio de Janeiro schied Köbrich über 400 Meter Freistil als 24. der Vorläufe aus. Über 800 Meter Freistil schwamm sie die 17. Zeit.

### Die Jahre bis zur fünften Olympiateilnahme 2021 und die Jahre danach
2017 bei den Weltmeisterschaften in Budapest erreichte Köbrich den sechsten Platz über 1500 Meter Freistil. Über 800 Meter Freistil fehlten ihr als 12. der Vorläufe vier Sekunden für die Finalteilnahme.
2018 bei den Südamerikaspielen in Cochabamba siegte Köbrich über 400 und 800 Meter Freistil und belegte über 200 Meter Freistil den vierten Platz. Ein halbes Jahr später gewann sie bei den Südamerikameisterschaften über 800 und über 1500 Meter Freistil.
2019 bei den Weltmeisterschaften in Gwangju schied Köbrich über 1500 Meter Freistil als 12. der Vorläufe aus. Die Panamerikanischen Spiele 2019 in Lima fanden zweieinhalb Wochen nach den Weltmeisterschaften statt. Köbrich wurde über 800 Meter Freistil Vierte mit 1,18 Sekunden Rückstand auf die Drittplatzierte. Über 1500 Meter Freistil siegte die Argentinierin Delfina Pignatiello mit anderthalb Sekunden Vorsprung vor Kristel Köbrich, die beiden Schwimmerinnen aus den Vereinigten Staaten folgten auf den Plätzen 3 und 4.
Nach der Unterbrechung des Wettkampfbetriebes wegen der COVID-19-Pandemie fanden im März 2021 die Südamerikameisterschaften statt. Köbrich siegte über 1500 Meter Freistil und wurde Zweite über 800 Meter. Bei den Olympischen Spielen in Tokio schwamm Köbrich über die erstmals olympischen 1500 Meter Freistil die 14. Vorlaufzeit. Über 800 Meter Freistil wurde sie 19. unter 30 Vorlaufteilnehmerinnen.
2022 bei den Weltmeisterschaften in Budapest erreichte Köbrich das Finale über 1500 Meter und belegte den achten Platz. Über 800 Meter Freistil schied sie als Elfte der Vorläufe aus. Bei den Südamerikaspielen in Asuncion gewann Köbrich über 1500 Meter, über 400 und 800 Meter Freistil wurde sie jeweils Zweite.
2023 bei den Weltmeisterschaften in Fukuoka schied Köbrich über 1500 Meter als Zehnte der Vorläufe und über 800 Meter Freistil als 19. der Vorläufe aus. Die Panamerikanischen Spiele 2023 fanden in Santiago statt. Bei den Schwimmwettbewerben wurde die mittlerweile 38-jährige Köbrich Zweite über 1500 Meter und Vierte über 800 Meter Freistil.
Anfang 2024 bei den Weltmeisterschaften in Doha erreichte Köbrich das Finale über 1500 Meter und belegte den achten Platz. Über 800 Meter Freistil schied sie als 14. der Vorläufe aus. Fünf Monate später bei den Olympischen Spielen in Paris schwamm Köbrich über 1500 Meter Freistil die 14. und über 800 Meter Freistil die 15. Vorlaufzeit.